# Starfire (truyện tranh)
Starfire là một nhân vật siêu anh hùng của DC Comics. Nhân vật này xuất hiện lần đầu trong DC Comics Presents tập 26 (Tháng 10 năm 1980) được tạo ra bởi Marv Wolfman và George Pérez. Năm 2013, cô đứng thứ 21 trong danh sách "Tốp 25 anh hùng của DC Comics".

## Tiểu sử
Koriand'r, tên thật của Starfire, là một công chúa của hành tinh Tamaran hư cấu trong vũ trụ DC, và là người thừa kế chính thống để trở thành Nữ hoàng. Komand'r ("chỉ huy", còn được gọi là Blackfire), chị gái của cô,luôn ghen ghét và cạnh tranh với Koriand’s từ khi còn nhỏ và luôn nuôi trong mình ý định cướp lấy ngôi báu của em gái. Sự cạnh tranh này vẫn tiếp tục xảy ra khi các anh chị em trong gia đình hoàng tộc của Tamaran đã được cử đi đào tạo chiến binh với Warlords của Okaara. Trong một cuộc tập huấn đó Komand'r cố giết em gái mình. Kết quả là cuộc ám sát đó thất bại, Komand'r bị đuổi khỏi khu tập huấn và thề sẽ trả thù.
Komand'r lên kế hoạch trả thù từ việc phản bội hành tinh của mình bằng cách cung cấp thông tin chi tiết về tuyến phòng thủ của Tamaran cho kẻ thù của họ, Citadel. Kết cục hành tinh Tamaran bị xâm chiếm một cách dễ dàng, và các điều kiện đầu hàng bao gồm việc Koriand’s phải nhường ngôi và trở thành nô lệ. Bị phản bội bởi chị gái của cô và buộc phải làm nô lệ, công chúa Koriand'r của Tamaran đã trải qua nhiều lần tra tấn, bị lấy làm sinh vật khai thác và bị thử nghiệm bởi các Prisons. May mắn, cô được giải cứu và trốn thoát bởi quân đội đã theo cô bấy lâu nay.
Koriand'r trốn thoát khỏi Tamaran bằng cách ăn cắp một tàu vũ trụ chạy trốn đến hành tinh gần nhất, đó là Trái đất, nơi cô gặp Robin I (Dick Grayson) lần đầu tiên và đồng đội của anh; cô tham gia với họ trong việc tạo nên nhóm Teen Titans. Koriand lấy Biệt danh là Starfire. Cô đã trở thành một thành viên quan trọng của nhóm Teen Titans và vẫn là một thành viên trong nhiều năm qua, công việc mà cô vẫn mong muốn lâu nay là trở thành 1 người mẫu chuyên nghiệp.

## Năng lực
Vì là 1 người Tamaran cô có các khả năng sau đây:
- Siêu khỏe: Khả năng siêu khỏe của Starfire giúp cô mạnh hơn Cyborg nhiều lần và có thể khỏe hơn nữa, nên khó xác định được giới hạn thể lực của Starfire.
- Giao tiếp ngôn ngữ: Starfire có thể nói mọi ngôn ngữ qua tiếp xúc vật lý (Starfire nói được Tiếng Anh bằng cách hôn Robin trong lần đầu tiên tới Trái Đất).
- Bắn tia năng lượng: Người Tamaran luôn hấp thụ các tia bức xạ giúp Starfire có thể bắn các tia năng lượng từ tay hoặc mắt. Trong thời gian làm nô lệ và vật thí nghiệm của các Psion, chúng đã làm cô đạt lên đến được khả năng hấp thụ cực đại bức xạ khiến cô có thả phóng ra nguồn năng lượng lớn với sức công phá cao. Nhưng việc hấp thụ mạnh bức xạ cao làm giảm mạnh hệ miễn dịch của Starfire.
- Bay: Khả năng bay nhanh hơn vận tốc ánh sáng.
- Sinh học ngoài hành tinh: Cơ chế sinh học ngoài hành tinh cũng giống như Superman giúp Starfire không cần oxi để sống, không bị nhiễm lạnh.
- Invulnerability
Khi tức giận, Starfire có thể đi vào trạng thái điên khùng, mang lại cho cô sức mạnh lớn hơn, phục hồi nhanh, và khả năng miễn dịch với nhiều dạng thiệt hại. Cô có khả năng chống chấn thương. Trong mấy lần ở trạng thái này Starfire đã đủ khả năng để đấu tay đôi với Donna Troy.
1. ↑  "The 25 Best Heroes of DC Comics".